# Baileya levitans
Baileya levitans är en fjärilsart som beskrevs av Smith 1906. Baileya levitans ingår i släktet Baileya och familjen trågspinnare. Inga underarter finns listade i Catalogue of Life.